# Сандра Бълок
Сандра Анет Бълок (на английски: Sandra Annette Bullock, правилна транскрипция от английски – Булък (/ˈbʊlək/)) е американска филмова актриса и продуцент.

## Биография

### Ранни години
Сандра Бълок е родена в Арлингтън, Вирджиния, предградие на Вашингтон, окръг Колумбия. Баща ѝ Джон Бълок (John W. Bullock) служи в армията на Съединените американски щати, майка ѝ, Хелга Г. Майер (Helga D. Meyer, 1942 – 2000), е немска оперна певица и учител по музика. Двамата се срещат в Нюрнберг, Германия, докато бащата на Сандра, Джон, е командирован там. Сандра Бълок има по-малка сестра – Gesine Bullock-Prado, която е бивш вицепрезидент на филмовата компания на Бълок „Fortis“.
Като дете Сандра Бълок често придружава майка си при нейните оперни представления. По тази причина тя прекарва първите дванадесет години от живота си предимно в Нюрнберг, където остава с леля си и баба си и учи немски език. Семейството ѝ живее известно време и в Залцбург и Виена (Австрия).
След това Бълок се мести в САЩ и учи в гимназия Вашингтон-Лий (Washington-Lee High School) в Арлингтън, където е мажоретка и участва във всички училищни театрални представления. След като се дипломира в гимназията през 1982 г., започва следването си в Университета в Източна Каролина в Грийнвил (East Carolina University in Greenville), със специалност драма. Дипломира се през 1986 г.
След дипломирането си се мести в Манхатън и работи като чистачка, барман, сервитьор и гардеробиер, също така във фризьорски салон за кучета, по време на прослушвания за роли.

### Кариера
Докато живее в Ню Йорк, Бълок участва в няколко студентски филма и посещава актьорски курсове при Санфорд Майснер. Малко по-късно получава роля на Off-Broadway. След това участие приема няколко малки роли в независими продукции, както и главна роля в краткотрайната телевизионна версия на „Работещо момиче“ (1990). По-късно се появява в няколко филма, като „Любовен еликсир № 9“ (Love Potion No. 9, 1992), „Нещото наречено любов“ (The Thing Called Love, 1993) и Fire on the Amazon (1993). Участието ѝ в „Разрушителят“ (Demolition Man) през 1993 г. води до поканата ѝ за участие в „Скорост“ (Speed, 1994).
Сандра Бълок става филмова звезда в края на 1990-те години с участието си във филмите „Докато ти спеше“ (While You Were Sleeping, 1995) и „Мис таен агент“ (Miss Congeniality, 2000) – и за двата филма получава номинация за Златен глобус в категория Най-добра актриса в мюзикъл или комедия. Бълок получава 11 милиона долара за участието си в „Скорост 2“ (Speed 2: Cruise Control, 1997), в които се съгласява да играе, за да подкрепи собствения си проект „Надежда за обич“ („Hope Floats“, 1998). По-късно получава 17,5 милиона долара за „Мис таен агент 2: Въоръжена и прекрасна“ (Miss Congeniality: Armed and Fabulous, 2005).
Сандра Бълок е избрана от списание „People“ за един от 50-те най-красиви хора на света през 1996 и 1999 г. и е класирана на 58-о място в класацията на списание „Empire“ – Топ 100 филмови звезди на всички времена.
През 2004 г. актрисата получава поддържаща роля във филма „Сблъсъци“ (Crash), както и много положителни отзиви за изпълнението си, а някои критици заявяват, че това е най-доброто изпълнение в кариерата ѝ. По-късно се появява в „Къщата на езерото“ (The Lake House) – романтична драма с участието на Киану Рийвс. Тъй като техните филмови герои са разделени през целия филм, Бълок и Рийвс са на снимачната площадка заедно в продължение само на две седмици по време на снимките. През същата година се появява в „Скандално“ (Infamous). Взема участие в „Предчувствие“ (Premonition, 2007) с Джулиън Макмеън.
През ноември 2009 г. е участва в „Сляпата страна“ (The Blind Side), който става номер 2 в класациите, след „Новолуние“ (New Moon) с $34.2 милион. Сандра Бълок печели „Златен глобус“ и „Оскар“ за най-добра актриса и Screen Actors Guild за изпълнението си в „Сляпата страна“. Първоначално отказва ролята три пъти, поради дискомфорт с представянето на един благочестив християнин. Ден преди това печели „Златна малинка“ за изпълнението си в „Луда по Стийв“ („All About Steve“). Тя е единственият изпълнител, който някога е бил награждаван едновременно за „най-добър“ и „най-лош“ актьор в една и съща година.
През 2007 г. е класирана 14 в класацията за най-богатите жени знаменитости с богатство от $85 милиона долара.
Сандра Бълок притежава звезда на холивудската Алея на славата.

### Личен живот
Бълок свободно говори немски език. Два пъти е дарявала по един милион долара на Американския Червен кръст.
През 2005 г. се омъжва за телевизионния водещ и производител на луксозни мотоциклети Джеси Джеймс. През януари 2010 г. двойката осиновява момченце, Луис Бардо. След получаването на наградата „Оскар“ на Бълок през март 2010 г. в пресата се появяват слухове за изневери на Джеси, които той по-късно сам ги потвърждава. През април 2010 г. Сандра иска развод. Процесът официално завършва през юни 2010 г. В края на 2015 г. актрисата осиновява и момиченце.

## Филмография
| Година | Филм                                    | Оригинално заглавие                                              | Роля                                         | Бележки |
| ------ | --------------------------------------- | ---------------------------------------------------------------- | -------------------------------------------- | --- |
| 1987   |                                         | Hangmen                                                          | Лиса Едуардс                                 | |
| 1989   | Глупакът и неговите пари                | A Fool and His Money                                             | Деби                                         | |
| 1989   |                                         | Bionic Showdown: The Six Million Dollar Man and the Bionic Woman | Кейт Мейсън                                  | |
| 1989   |                                         | Who Shot Patakango?                                              | Девлин Моран                                 | |
| 1989   |                                         | The Preppie Murder                                               | Стейси                                       | |
| 1990   |                                         | Lucky Chances                                                    | Мария Сейнтанджело                           | |
| 1992   | Любовен еликсир № 9                     | Love Potion No. 9                                                | Даян Фароу                                   | |
| 1993   | Изчезването                             | The Vanishing                                                    | Даян Шейвър                                  | |
| 1993   | Когато утихне веселбата                 | When the Party's Over                                            | Аманда                                       | |
| 1993   | Нещото, наречено любов                  | The Thing Called Love                                            | Линда Лу Линдън                              | |
| 1993   | Разрушителят                            | Demolition Man                                                   | Лейтенант Ленина Хъксли                      | |
| 1993   |                                         | Fire on the Amazon                                               | Алиса Ротман                                 | |
| 1993   | Да се изправиш срещу Хемингуей          | Wrestling Ernest Hemingway                                       | Илейн                                        | |
| 1994   | Скорост                                 | Speed                                                            | Ани Портър                                   | - Сатурн за най-добра актриса |
| 1994   | Аз и мафията                            | Who Do I Gotta Kill?                                             | Лори                                         | |
| 1995   | Докато ти спеше                         | While You Were Sleeping                                          | Луси Елинор Модерац                          | - номинация – Златен глобус за най-добра актриса в мюзикъл или комедия. |
| 1995   | Мрежата                                 | The Net                                                          | Анджела Бенет                                | |
| 1996   | Двойно преследване                      | Two If by Sea                                                    | Роз                                          | |
| 1996   | Време да убиваш                         | A Time to Kill                                                   | Елън Роарк                                   | |
| 1996   | Любов и война                           | In Love and War                                                  | Агнес фон Куровски                           | |
| 1997   | Скорост 2                               | Speed 2: Cruise Control                                          | Ани Портър                                   | |
| 1998   | Надежда за обич                         | Hope Floats                                                      | Бърди Прюит                                  | |
| 1998   | Да правиш сандвичи                      | Making Sandwiches                                                | Мелба Клуб                                   | късометражен филм; също сценарист, режисьор и продуцент |
| 1998   | Приложна магия                          | Practical Magic                                                  | Сали Оуенс                                   | |
| 1998   | Принцът на Египет                       | The Prince of Egypt                                              | Мириам (глас)                                | анимационен филм |
| 1999   | Природни сили                           | Forces of Nature                                                 | Сара Люиз                                    | |
| 2000   | Едно лудо ченге                         | Gun Shy                                                          | Джуди Тип                                    | |
| 2000   | 28 дни                                  | 28 Days                                                          | Гуен Къмингс                                 | |
| 2000   | Мис таен агент                          | Miss Congeniality                                                | Грейси Харт                                  | - номинация – Златен глобус за най-добра актриса в мюзикъл или комедия. - номинация – Сателит за най-добра актриса в мюзикъл или комедия. |
| 2002   | Убийство по учебник                     | Murder by Numbers                                                | детектив Каси Мейуедър / Джесика Мари Хъдсън | |
| 2002   | Съкровените тайни на жриците            | Divine Secrets of the Ya-Ya Sisterhood                           | Сида Лий Уокър                               | |
| 2002   | Срок за влюбване                        | Two Weeks Notice                                                 | Луси Келсън                                  | |
| 2004   | Сблъсъци                                | Crash                                                            | Джийн Кебът                                  | |
| 2005   |                                         | Farm of the Yard                                                 | Аманда (глас)                                | |
| 2005   | Любовник                                | Loverboy                                                         | г-жа Харкър                                  | |
| 2005   | Мис таен агент 2: Въоръжена и прекрасна | Miss Congeniality 2: Armed and Fabulous                          | Грейси Харт                                  | |
| 2006   | Къщата на езерото                       | The Lake House                                                   | Кейт Форстър                                 | |
| 2006   | Скандално                               | Infamous                                                         | Харпър Ли                                    | |
| 2007   | Предчувствие                            | Premonition                                                      | Линда                                        | |
| 2009   |                                         | Farm of the Yard: Saddles for Wild Horses                        | Аманда (глас)                                | |
| 2009   | Предложението                           | The Proposal                                                     | Маргарет Тейт                                | - номинация – Златен глобус за най-добра актриса в мюзикъл или комедия. - номинация – Сателит за най-добра актриса в мюзикъл или комедия. |
| 2009   | Луда по Стийв                           | All About Steve                                                  | Мери Хоровиц                                 | |
| 2009   | Невидима зона                           | The Blind Side                                                   | Лий Ан Туохи                                 | - Оскар за най-добра женска роля. - Златен глобус за най-добра актриса в драматичен филм. |
| 2011   | Ужасно силно и адски близо              | Extremely Loud and Incredibly Close                              | Линда Шел                                    | |
| 2013   | Нежна полиция                           | The Heat                                                         | спец. агент Сара Ашбърн                      | |
| 2013   | Гравитация                              | Gravity                                                          | Д-р Райън Стоун                              | - Сатурн за най-добра актриса - номинация – Оскар за най-добра женска роля - номинация – Награда на БАФТА за най-добра актриса в главна роля - номинация – Златен глобус за най-добра актриса в драматичен филм - номинация – Сателит за най-добра актриса - номинация – Емпайър за най-добра актриса |
| 2015   | Миньоните                               | Minions                                                          | Скарлет Оувъркил (глас)                      | анимационен филм |
| 2015   | Нашето мото е Криза                     | Our Brand Is Crisis                                              | Джейн Бодийн                                 | |
| 2018   | Бандитките на Оушън                     | Ocean's 8                                                        | Деби Оушън                                   | също и продуцент |
| 2018   | Кутия за птици                          | Bird box                                                         | Малъри                                       | също и продуцент |
| 2022   | Убийствен влак                          | Bullet Train                                                     | Мария Бийтъл                                 | |
| 2022   | Изгубеният град                         | The Lost City                                                    | Лорета Сейдж / Анджела                       | също и продуцент |